# وینچستر مدل ۱۸۹۷
وینچستر مدل ۱۸۹۷ (به انگلیسی: Winchester Model 1897) و یا بصورت (اختصاری Model 97, یا M97) یک تفنگ ساچمه‌زنی، از نوع دست‌کش آمریکایی ساخت شرکت اسلحه‌سازی وینچستر است که در گیج‌های ۱۲ و ۱۶ تولید شده‌است.